# Contea di Lamar (Alabama)
La contea di Lamar, in inglese Lamar County, è una contea dello Stato dell'Alabama, negli Stati Uniti. La popolazione al censimento del 2000 era di 15.904 abitanti. Il capoluogo di contea è Vernon.
Si tratta di una dry county, ad eccezione della città di Sulligent.

## Geografia fisica
La contea si trova nella parte occidentale dell'Alabama. Lo United States Census Bureau certifica che l'estensione della contea è di 1.568 km², di cui 1.567 km² composti da terra e i rimanenti 1 km² composti di acqua.

### Contee confinanti
- Contea di Marion - nord
- Contea di Fayette - est
- Contea di Pickens - sud
- Contea di Lowndes (Mississippi) - sud-ovest
- Contea di Monroe (Mississippi) - ovest

### Laghi, fiumi e parchi
La contea comprende i seguenti laghi, fiumi e parchi:
| Laghi | Fiumi | Parchi                              | Parchi |
| --- | --- | ----------------------------------- | ------ |
| - Rogers Lake - B B Box Lake - Faulkner Lake - Dubose Lake - Stuckey Lake - Sulligent Lake - Dolan Davis Lake - McGee Lake | - Christian Branch - Indian Creek - Roy Mill Branch - Pine Springs Creek - Moors Creek - Spruiell Branch - Buck Creek - Rocky Branch - Turkey Creek | - Lamarion Wildlife Management Area |        |

## Storia
La contea fu creata il 4 febbraio 1867 da parti delle contee di Marion e Fayette. Inizialmente fu chiamata contea di Jones, in onore di da E.P. Jones della Contea di Fayette, con capoluogo Vernon. La Contea di Jones fu abolita il 3 novembre 1867 e i territori tornarono a far parte della contea di Marion. L'8 ottobre 1868 fu nuovamente costituita con il nome di contea di Sanford, in onore di H.C. Sanford. Nel 1877 infine, la contea prese l'attuale denominazione. Il nome le è stato dato in onore a Lucius Quintus Cincinnatus Lamar, membro del Senato degli Stati Uniti.

## Principali strade ed autostrade
- U.S. Highway 278
- State Route 17
- State Route 18
- State Route 96

## Società

### Evoluzione demografica
Abitanti censiti (migliaia)

## Comuni[9]
- Beaverton - town
- Detroit - town
- Kennedy - town
- Millport - town
- Sulligent (capoluogo) - town
- Vernon - town